# North Fair Oaks
North Fair Oaks é uma região censo-designada localizada no estado americano da Califórnia, no Condado de San Mateo, adjantes a Redwood City, Atherton e Menlo Park. Possui pouco mais de 14 mil habitantes, de acordo com o censo nacional de 2020.
Por causa do grande número de moradores de um estado mexicano, a área também é conhecida como Little Michoacán. A região maior, incluindo North Fair Oaks e partes adjacentes de Redwood City, tem uma grande população latina e é conhecida localmente como Little Mexico. O local é característico, pois é uma das três comunidades (as outras sendo East Palo Alto e Pescadero) no condado de San Mateo que têm uma população majoritariamente hispânica.

## Geografia
De acordo com o Departamento do Censo dos Estados Unidos, a região tem uma área de 3,1 km², dos quais todos os 3,1 km² estão cobertos por terra.

### Localidades na vizinhança
O diagrama seguinte representa as localidades num raio de 8 km ao redor de North Fair Oaks.

## Demografia

### Censo 2020
Segundo o censo nacional de 2020, a sua população é de 14 027 habitantes e sua densidade populacional de 4 528,3 hab/km². Houve um decréscimo populacional na última década de -4,5%.
Possui 4 228 residências que resulta em uma densidade de 1 364,9 residências/km² e um aumento de 2,9% em relação ao censo anterior. Deste total, 3,9% das unidades habitacionais estão desocupadas. A média de ocupação é de 3,5 pessoas por residência.
A renda familiar média é de 77 899 dólares e a taxa de emprego é de 69,4%.